# 孫瑞
孫瑞（1462年—？），字季禎，順天府東安縣人，軍籍，明朝政治人物。

## 生平
弘治二年（1489年）己酉科順天鄉試第八十一名舉人，六年（1493年）中式癸丑科會試第一百七十八名，三甲第一百七十六名進士。八年四月授禮科給事中。

## 家族
曾祖孫彥禮；祖父孫昇，府倉大使；父孫進，義官。母徐氏；繼母吳氏。具庆下。